# Канцеларија ордена
Канцеларија ордена је административни центар кроз који се спроводе, контролишу и планирају циљеви и активности извора почасти.

## Оснивање
Канцеларија ордена је установљена 23. јануара 1883. године након изгласавања Закона о орденима и медаљама у Народној скупштини а поводом обнове Краљевине Србије. На челу канцеларије ордена налазио се канцелар или шеф канцеларије ордена. У Француској и неким другим земљама овај функционер се назива и велики канцелар. У Краљевинама Србији и Југославији канцелар је био обично високи државни функционер са значајним персоналним угледом у јавности, именовам из редова генерала и адмирала оружаних снага или дипломата у рангу опуномоћеног министра. Њихова функција је била извор почасти и заштита личности државног поглавара. Мандат Канцелара ордена био је пет година. 

### Улога канцеларије ордена
Канцеларија ордена води евиденцију одликованих лица, обрађује или припрема листе могућих кандидата за доделу одликовања, проверава податке, обезбеђује израду и расположиви контингент инсигнија, посредује или обавља послове протокола извора почасти у односима са одликованим лицима, припрема извештаје, стручне анализе и предлоге мера из надлежности извора почасти и функционише као комуникациони центар свих институција које су по закону или статута предлажу, информишу или упозоравају извор почасти. Канцеларија ордена се састојала од секретара и благајника који су бирани на мандант од три године.

## Списак канцелара ордена

### Краљевине Србије
| Портрет | Име и презиме (Датум рођења и смрти) | Чин       | Почетак мандата | Крај мандата | Белешка                            |
| ------- | ------------------------------------ | --------- | --------------- | ------------ | ---------------------------------- |
|         | Тихомиљ Николић (1832–1886)          | Генерал   | 1883.           | 1887.        | Први Канцелар ордена.              |
|         | Чедомиљ Мијатовић (1842–1932)        | Није имао | 1887.           | 1889.        |                                    |
|         | Антоније Богићевић (1838–1916)       | Генерал   | 1889.           | 1893.        |                                    |
|         | Сава Грујић (1840–1913)              | Генерал   | 1893.           | 1894.        |                                    |
|         | Милојко Лешјанин (1830–1896)         | Генерал   | 1894.           | 1896.        | Умро на дужности.                  |
|         | Милан Богићевић (1840–1929)          | Није имао | 1896.           | 1896.        | Вршилац дужности канцелара ордена. |
|         | Милован Павловић (1842–1903)         | Генерал   | 1896.           | 1900.        |                                    |
|         | Михаило Магдаленић (1846–1927)       | Генерал   | 1900.           | 1901.        |                                    |
|         | Драгутин Франасовић (1842–1914)      | Генерал   | 1901.           | 1903.        |                                    |
|         | Јован Атанацковић (1848–1921)        | Генерал   | 1903.           | 1906.        |                                    |
|         | Сава Грујић (1840–1913)              | Генерал   | 1906.           | 1913.        | Умро на дужности.                  |
|         | Јован Атанацковић (1848–1921)        | Генерал   | 1913.           | 1917.        |                                    |
|         | Павле Јуришић Штурм (1848–1922)      | Генерал   | 1917.           | 1918.        | Функцију наставио у новој држави.  |

### Краљевине СХС / Југославије
| Портрет | Име и презиме (Датум рођења и смрти) | Чин                | Почетак мандата | Крај мандата | Белешка                                                |
| ------- | ------------------------------------ | ------------------ | --------------- | ------------ | ------------------------------------------------------ |
|         | Павле Јуришић Штурм (1848–1922)      | Генерал            | 1918.           | 1922.        | Први Канцелар ордена у новој држави. Умро на дужности. |
|         | Драгутин Милутиновић (1865–1941)     | Дивизијски генерал | 1922.           | 1924.        |                                                        |
|         | Душан Стефановић (1870–1951)         | Дивизијски генерал | 1924.           | 1931.        |                                                        |
|         | Драгољуб Јеремић (1874–1941)         | Бригадни генерал   | 1931.           | 1937.        |                                                        |
|         | Панта Драшкић (1881–1957)            | Бригадни генерал   | 1937.           | 1941.        |                                                        |